# Francisc Boțan
Francisc Boțan (n. 23 decembrie 1880, Bărăbanț, Alba – d. 21 ianuarie 1942) a fost un deputat în Marea Adunare Națională de la Alba Iulia, organismul legislativ reprezentativ al „tuturor românilor din Transilvania, Banat și Țara Ungurească”, cel care a adoptat hotărârea privind Unirea Transilvaniei cu România, la 1 decembrie 1918.:p. 366

## Biografie
A fost un preot român unit (greco-catolic) în comuna Bărăbanț, județul Alba, ctitorul Bisericii Unite din localitate(în prezent ortodoxă).:p. 366

## Activitate politică
A participat la Marea Adunare Națională de la Alba Iulia din 1 decembrie 1918 în calitate de deputat al cercului electoral din Ighiu.
În legislatura 1932 a fost ales deputat PNȚ din partea județului Alba (interbelic).:p. 366